# Gran Premio del Canada 2004
Il Gran Premio del Canada 2004 è stato un Gran Premio di Formula 1 disputato il 13 giugno 2004 sul circuito di Montréal. La gara fu vinta da Michael Schumacher su Ferrari, davanti al compagno di squadra Rubens Barrichello e a Jenson Button su BAR - Honda. Ralf Schumacher, secondo al traguardo, fu squalificato a fine gara per un'irregolarità nelle dimensioni delle prese d'aria dei freni anteriori della sua Williams, così come il compagno di squadra Montoya e i due piloti della Toyota.

## Vigilia

### Aspetti sportivi
Giorgio Pantano fu provvisoriamente appiedato dalla Jordan e sostituito con il collaudatore del team inglese, Timo Glock. Il pilota italiano, ingaggiato dalla scuderia in virtù anche dell'appoggio di alcuni sponsor, non aveva potuto garantire, in conseguenza di un contenzioso in corso con il proprio manager Christian Brask, il pagamento della seconda rata, previsto dopo sette Gran Premi.

### Aspetti tecnici
Sul veloce circuito canadese la Ferrari fece debuttare la versione B del suo propulsore, con una potenza maggiorata di 15 cavalli circa rispetto alla versione base. Anche Honda, Renault e Toyota portarono versioni evolute dei rispettivi motori. La maggior parte delle scuderie, inoltre, portò in pista dei nuovi alettoni anteriori e posteriori, studiati appositamente per i circuiti richiedenti un basso carico aerodinamico.

## Prove libere

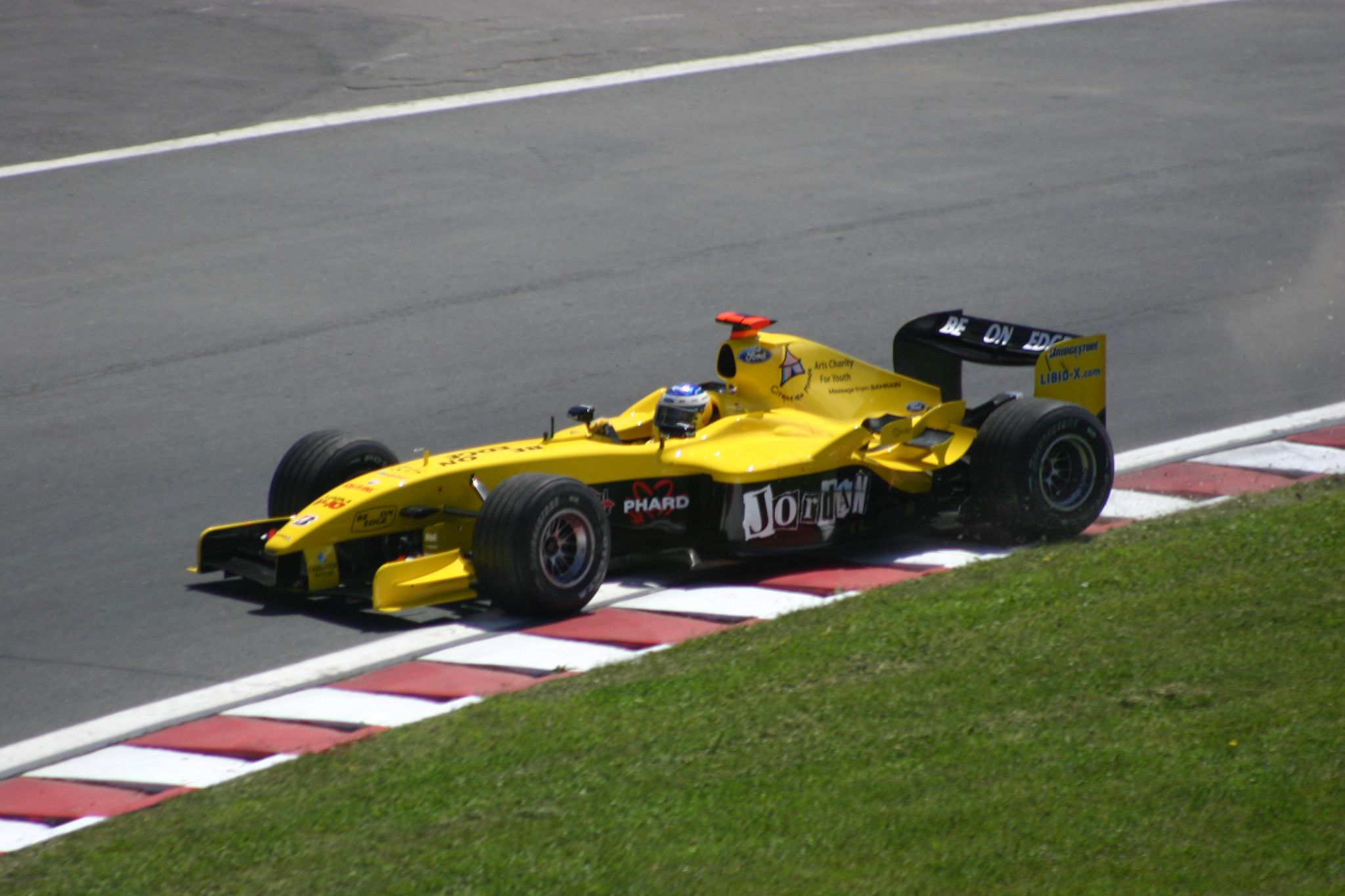
Nick Heidfeld alla guida della sua Jordan EJ14 durante le prove libere.

Come nelle gare precedenti, BAR, Jaguar, Toyota e Minardi schierarono in pista una terza vettura (affidata rispettivamente a Anthony Davidson, Björn Wirdheim, Ricardo Zonta e Bas Leinders) nelle due sessioni di prove libere del venerdì.
I tempi migliori nella prima sessione di prove libere di venerdì furono i seguenti:
| Pos | Nº | Pilota             | Costruttore | Tempo    |
| --- | -- | ------------------ | ----------- | -------- |
| 1   | 1  | Michael Schumacher | Ferrari     | 1'14"013 |
| 2   | 2  | Rubens Barrichello | Ferrari     | 1'14"291 |
| 3   | 35 | Anthony Davidson   | BAR - Honda | 1'14"519 |

I tempi migliori nella seconda sessione di prove libere di venerdì furono i seguenti:
| Pos | Nº | Pilota             | Costruttore | Tempo    |
| --- | -- | ------------------ | ----------- | -------- |
| 1   | 10 | Takuma Satō        | BAR - Honda | 1'14"086 |
| 2   | 8  | Fernando Alonso    | Renault     | 1'14"426 |
| 3   | 1  | Michael Schumacher | Ferrari     | 1'14"535 |

I tempi migliori nella prima sessione di prove libere di sabato furono i seguenti:
| Pos | Nº | Pilota             | Costruttore | Tempo    |
| --- | -- | ------------------ | ----------- | -------- |
| 1   | 1  | Michael Schumacher | Ferrari     | 1'13"865 |
| 2   | 8  | Fernando Alonso    | Renault     | 1'13"946 |
| 3   | 9  | Jenson Button      | BAR - Honda | 1'14"047 |

I tempi migliori nella seconda sessione di prove libere di sabato furono i seguenti:
| Pos | Nº | Pilota          | Costruttore | Tempo    |
| --- | -- | --------------- | ----------- | -------- |
| 1   | 7  | Jarno Trulli    | Renault     | 1'12"629 |
| 2   | 8  | Fernando Alonso | Renault     | 1'12"901 |
| 3   | 9  | Jenson Button   | BAR - Honda | 1'13"026 |

## Qualifiche

### Resoconto
Ralf Schumacher ottenne a sorpresa la pole position con un vantaggio di appena 66 millesimi su Jenson Button. Il pilota tedesco, che non faceva segnare la miglior prestazione in qualifica dal Gran Premio di Francia 2003, quasi un anno prima, si dichiarò sorpreso del risultato, viste le difficoltà incontrate nelle prove libere di venerdì e sabato mattina per trovare un buon assetto per la monoposto. Il terzo posto fu conquistato da Trulli, seguito da Montoya, Alonso e Michael Schumacher, solo sesto e con oltre un secondo di distacco dal fratello. Il campione del mondo in carica si dichiarò comunque fiducioso per la gara: i tecnici della Ferrari, infatti, sapendo che gli pneumatici Bridgestone erano meno efficaci dei rivali Michelin sul giro secco, ma garantivano una buona costanza di prestazioni in gara, avevano optato per caricare un quantitativo consistente di benzina sulla sua vettura, sacrificando la posizione di partenza in favore della possibilità di effettuare una sosta in meno rispetto ai rivali. Il suo compagno di squadra Barrichello, anch'egli con una tattica simile, si piazzò in settima posizione, precedendo Räikkönen, Coulthard e Klien.
In fondo al gruppo, Takuma Satō rovinò un giro che potenzialmente avrebbe potuto farlo schierare in seconda fila con un testacoda all'ultima chicane, mentre Felipe Massa subì una foratura durante il giro di lancio e fu costretto a rinunciare al proprio tentativo.

### Risultati
| Pos | No | Pilota               | Costruttore        | Pneumatici | Prequalifiche | Qualifiche  | Distacco |
| --- | -- | -------------------- | ------------------ | ---------- | ------------- | ----------- | -------- |
| 1   | 4  | Ralf Schumacher      | Williams - BMW     | M          | 1'12"441      | 1'12"275    |          |
| 2   | 9  | Jenson Button        | BAR - Honda        | M          | 1'13"333      | 1'12"341    | +0"066   |
| 3   | 7  | Jarno Trulli         | Renault            | M          | 1'13"149      | 1'13"023    | +0"748   |
| 4   | 3  | Juan Pablo Montoya   | Williams - BMW     | M          | 1'12"746      | 1'13"072    | +0"797   |
| 5   | 8  | Fernando Alonso      | Renault            | M          | 1'12"826      | 1'13"308    | +1"033   |
| 6   | 1  | Michael Schumacher   | Ferrari            | B          | 1'13"463      | 1'13"355    | +1"080   |
| 7   | 2  | Rubens Barrichello   | Ferrari            | B          | 1'13"782      | 1'13"562    | +1"287   |
| 8   | 6  | Kimi Räikkönen       | McLaren - Mercedes | M          | 1'13"602      | 1'13"595    | +1"320   |
| 9   | 5  | David Coulthard      | McLaren - Mercedes | M          | 1'13"206      | 1'13"681    | +1"406   |
| 10  | 15 | Christian Klien      | Jaguar - Cosworth  | M          | 1'14"751      | 1'14"532    | +2"257   |
| 11  | 11 | Giancarlo Fisichella | Sauber - Petronas  | B          | 1'13"663      | 1'14"674    | +2"399   |
| 12  | 16 | Cristiano da Matta   | Toyota             | M          | 1'13"807      | 1'14"851    | +2"576   |
| 13  | 17 | Olivier Panis        | Toyota             | M          | 1'14"166      | 1'14"891    | +2"616   |
| 14  | 14 | Mark Webber          | Jaguar - Cosworth  | M          | 1'14"715      | 1'15"148    | +2"873   |
| 15  | 18 | Nick Heidfeld        | Jordan - Cosworth  | B          | 1'15"657      | 1'15"321    | +3"046   |
| 16  | 19 | Timo Glock           | Jordan - Cosworth  | B          | 1'16"865      | 1'16"323    | +4"048   |
| 17  | 10 | Takuma Satō          | BAR - Honda        | M          | 1'12"989      | 1'17"004    | +4"729   |
| 18  | 12 | Felipe Massa         | Sauber - Petronas  | B          | 1'14"392      | Senza tempo | /        |
| 19  | 21 | Zsolt Baumgartner    | Minardi - Cosworth | B          | 1'17"903      | 1'17"064    | +4"789   |
| 20  | 20 | Gianmaria Bruni      | Minardi - Cosworth | B          | Senza tempo   | Senza tempo | /        |

## Gara

### Resoconto

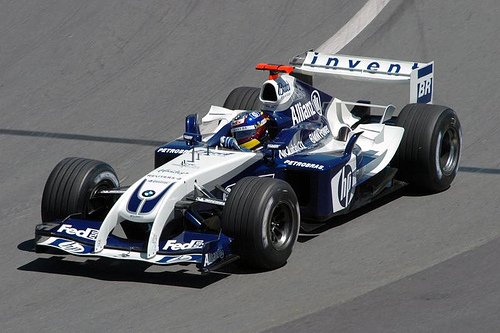
Juan Pablo Montoya in azione sul circuito canadese. Il pilota colombiano e il suo compagno di squadra furono squalificati, a fine gara, per un'irregolarità tecnica.

Al via scattò bene Ralf Schumacher, che mantenne la testa della corsa. Alle sue spalle si inserì Jarno Trulli, che sopravanzò Button, ma il pilota italiano fu costretto al ritiro dopo poche centinaia di metri per la rottura del semiasse. Ne approfittò Alonso, che guadagnò due posizioni portandosi al terzo posto. Più indietro, Klien tamponò Coulthard: la vettura dell'austriaco si impennò, colpendo poi quella del compagno di squadra Webber. Quest'ultimo ebbe la peggio, dovendo ritirarsi poche tornare più tardi per le conseguenze della collisione. Al termine del primo giro Ralf Schumacher era in testa davanti a Button, Alonso, Montoya, Michael Schumacher, Räikkönen, Barrichello e Da Matta. Nei passaggi seguenti il pilota tedesco guadagnò del margine sugli inseguitori, mentre, alle sue spalle, Räikkönen e Barrichello entrarono in lotta tra loro per la sesta posizione. Il pilota brasiliano passò il rivale al sesto giro, dopo un acceso duello. All'undicesimo passaggio Coulthard fu il primo pilota ad effettuare la prima sosta, imitato un giro più tardi dal compagno di squadra Räikkönen. Nell'uscire dai box il pilota finlandese passò sulla linea bianca che delimita l'uscita dalla corsia box, infrazione che gli costò un drive-through di penalità.
Rifornirono in seguito anche Montoya, Button e Ralf Schumacher, che lasciarono così in testa Alonso, Michael Schumacher e Barrichello, partiti con una strategia sulle due soste. Quando anche questi tre effettuarono il loro primo pit stop (Alonso perdendo parecchio tempo per un problema con il bocchettone), Ralf Schumacher tornò a condurre la gara davanti a Button, Michael Schumacher, Montoya, Barrichello e Alonso. Nel frattempo, Heidfeld, partito anch'egli con una strategia di due pit stop, travolse l'addetto al rifornimento ai box, fortunatamente senza conseguenze se non una perdita di tempo per il pilota tedesco e qualche contusione per il meccanico. L'ultimo pilota a rifornire per la prima volta fu Fisichella, al 25º giro; appena quattro giri più tardi, Montoya, che stava tallonando Michael Schumacher, entrò ai box per la sua seconda sosta. Seguirono poi Räikkönen, Button e Ralf Schumacher, rispettivamente al 30°, al 31º ed al 32º passaggio. Passò così al comando Michael Schumacher, seguito dal compagno di squadra e dal fratello.
Barrichello rifornì al 44º giro, tornando in pista al sesto posto. Nello stesso momento si ritirò Alonso, per un problema alla sospensione posteriore. Un giro dopo rientrò ai box Räikkönen, mentre Michael Schumacher rifornì al 46º passaggio, rientrando in pista davanti a Button. Due tornate più tardi rientrò ai box Ralf Schumacher: il fratello passò quindi in testa, mentre Barrichello approfittò dei rifornimenti di Button e Montoya per portarsi in terza posizione. Sesto era Räikkönen, seguito da Fisichella, Da Matta e Coulthard. Al 60º passaggio il finlandese rientrò ai box per la quinta volta dall'inizio della gara per sostituire il volante, nel tentativo di risolvere alcuni problemi elettronici verificatisi per tutta la corsa. L'operazione gli costò una posizione a vantaggio di Fisichella. Due giri più tardi il compagno di squadra dell'italiano, Massa, finì violentemente contro le barriere a causa della rottura di una sospensione. Il pilota brasiliano rimase illeso. Negli ultimi giri Montoya provò ad insidiare la quarta posizione di Button, senza però riuscire a superarlo. Non ci furono altri cambi di posizione e Michael Schumacher vinse per la settima volta in stagione davanti a Ralf Schumacher, Barrichello, Button, Montoya, Fisichella, Räikkönen e Coulthard.
A fine gara, però, le Williams e le Toyota furono squalificate per le dimensioni irregolari delle prese d'aria dei freni anteriori. Fu quindi promosso al terzo posto Button, mentre entrarono in zona punti Coulthard, Timo Glock (a punti al debutto) e Heidfeld.

### Risultati
| Pos      | No | Pilota               | Costruttore        | Pneumatici | Giri | Tempo/Ritiro e posizione al ritiro | Partenza | Punti |
| -------- | -- | -------------------- | ------------------ | ---------- | ---- | ---------------------------------- | -------- | ----- |
| 1        | 1  | Michael Schumacher   | Ferrari            | B          | 70   | 1h28'24"803                        | 6        | 10    |
| 2        | 2  | Rubens Barrichello   | Ferrari            | B          | 70   | +5"108                             | 7        | 8     |
| 3        | 9  | Jenson Button        | BAR - Honda        | M          | 70   | +20"409                            | 2        | 6     |
| 4        | 11 | Giancarlo Fisichella | Sauber - Petronas  | B          | 69   | +1 giro                            | 11       | 5     |
| 5        | 6  | Kimi Räikkönen       | McLaren - Mercedes | M          | 69   | +1 giro                            | 8        | 4     |
| 6        | 5  | David Coulthard      | McLaren - Mercedes | M          | 69   | +1 giro                            | 9        | 3     |
| 7        | 19 | Timo Glock           | Jordan - Cosworth  | B          | 68   | +2 giri                            | 16       | 2     |
| 8        | 18 | Nick Heidfeld        | Jordan - Cosworth  | B          | 68   | +2 giri                            | 15       | 1     |
| 9        | 15 | Christian Klien      | Jaguar - Cosworth  | M          | 67   | +3 giri                            | 10       |       |
| 10       | 21 | Zsolt Baumgartner    | Minardi - Cosworth | B          | 66   | +4 giri                            | 19       |       |
| Ritirato | 12 | Felipe Massa         | Sauber - Petronas  | B          | 62   | Incidente (12°)                    | 18       |       |
| Ritirato | 10 | Takuma Satō          | BAR - Honda        | M          | 48   | Motore (10°)                       | 17       |       |
| Ritirato | 8  | Fernando Alonso      | Renault            | M          | 44   | Semiasse (4°)                      | 5        |       |
| Ritirato | 20 | Gianmaria Bruni      | Minardi - Cosworth | B          | 30   | Cambio                             | 20       |       |
| Ritirato | 14 | Mark Webber          | Jaguar - Cosworth  | M          | 6    | Sospensione                        | 14       |       |
| Ritirato | 7  | Jarno Trulli         | Renault            | M          | 0    | Semiasse                           | 3        |       |
| SQ       | 4  | Ralf Schumacher      | Williams - BMW     | M          | 70   | Squalificato                       | 1        |       |
| SQ       | 3  | Juan Pablo Montoya   | Williams - BMW     | M          | 70   | Squalificato                       | 4        |       |
| SQ       | 16 | Cristiano da Matta   | Toyota             | M          | 69   | Squalificato                       | 12       |       |
| SQ       | 17 | Olivier Panis        | Toyota             | M          | 69   | Squalificato                       | 13       |       |

## Classifiche

### Piloti
| Pos. | Pilota               | Punti |
| ---- | -------------------- | ----- |
| 1    | Michael Schumacher   | 70    |
| 2    | Rubens Barrichello   | 54    |
| 3    | Jenson Button        | 44    |
| 4    | Jarno Trulli         | 36    |
| 5    | Fernando Alonso      | 25    |
| 6    | Juan Pablo Montoya   | 24    |
| 7    | Ralf Schumacher      | 12    |
| 8    | Giancarlo Fisichella | 10    |
| 9    | Takuma Satō          | 8     |
| 10   | David Coulthard      | 7     |
| 11   | Felipe Massa         | 5     |
| 11   | Kimi Räikkönen       | 5     |
| 13   | Cristiano da Matta   | 3     |
| 13   | Mark Webber          | 3     |
| 13   | Nick Heidfeld        | 3     |
| 16   | Timo Glock           | 2     |
| 17   | Olivier Panis        | 1     |

### Costruttori
| Pos. | Team               | Punti |
| ---- | ------------------ | ----- |
| 1    | Ferrari            | 124   |
| 2    | Renault            | 61    |
| 3    | BAR - Honda        | 52    |
| 4    | Williams - BMW     | 36    |
| 5    | Sauber - Petronas  | 15    |
| 6    | McLaren - Mercedes | 12    |
| 7    | Jordan - Ford      | 5     |
| 8    | Toyota             | 4     |
| 9    | Jaguar - Cosworth  | 3     |

## Fonti
Tutti i dati statistici provengono da Autosprint n.24/2004